# حبیب الزیات
حبیب الزَّیّات (۱۸۷۱ - ۱۹۵۴) نویسنده و نسخه‌شناس سوری بود. برای بررسی نسخه‌های خطّی عربی و اسلامی به کتابخانه‌های بسیاری در سراسر جهان رفت. از آثار اوست «الخزانة الشرقیة»، «خزائن الکتب فی دمشق و ضواحیها» و «الدیارات النصرانیه فی الإسلام».